# Igor Alejnikov
Igor Alejnikov (russisk: И́горь Оле́гович Але́йников) (født 15. marts 1962 i Moskva i Sovjetunionen, død 23. marts 1994 i Rusland) var en russisk filminstruktør.

## Filmografi
- Traktoristy 2 (Трактористы 2, 1992)[1][2]